# 삼항 탐색 트리
컴퓨터 과학에서 삼항 탐색 트리(ternary search tree)는 노드가 이진 탐색 트리와 유사한 방식으로 배열되는 트리(접두사 트리라고도 함)의 유형이지만 이진 트리의 제한인 2개가 아닌 최대 3개의 하위 항목을 갖는다. 다른 접두사 트리와 마찬가지로 삼항 탐색 트리는 증분 문자열 탐색 기능이 있는 연관 맵 구조로 사용될 수 있다. 그러나 삼항 탐색 트리는 속도가 떨어지지만 표준 접두사 트리에 비해 공간 효율적이다. 삼항 탐색 트리의 일반적인 응용 부문에는 맞춤법 검사 및 자동 완성이 포함된다.

## 같이 보기
- 트라이 (컴퓨팅)
- 이진 탐색 트리
- 해시 테이블